# WTA-toernooi van Karlsruhe
Het WTA-toernooi van Karlsruhe is een jaarlijks terugkerend tennistoernooi voor vrouwen dat plaatsvindt in de Duitse stad Karlsruhe. De officiële naam van het toernooi is Liqui Moly Open.
De WTA organiseert het toernooi, dat in de categorie "Challenger" / WTA 125 valt en wordt gespeeld op de gravelbanen van Tennisclub Rüppurr.
De eerste editie vond plaats in 2019. Na 2022 werd het toernooi niet gecontinueerd.

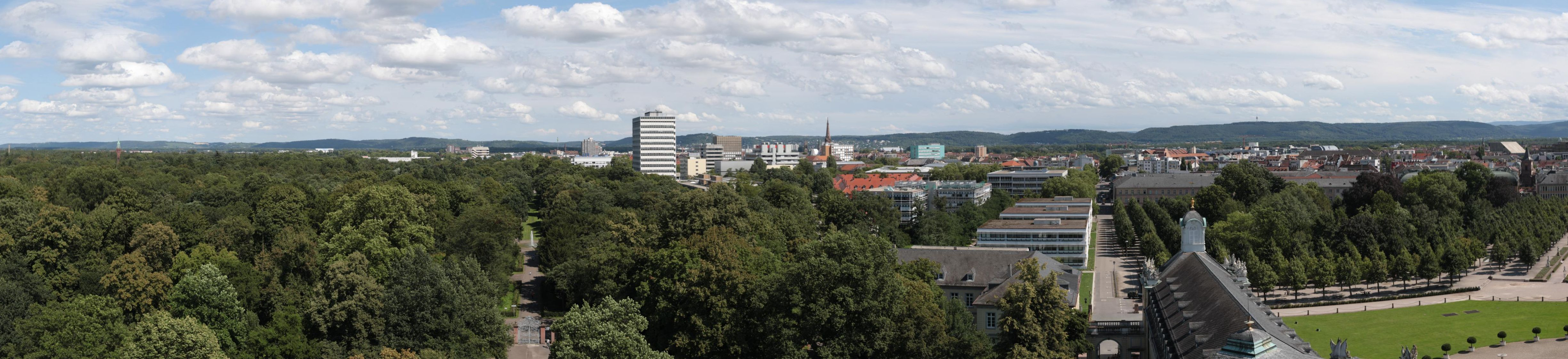
Blik op Karlsruhe

## Meervoudig winnaressen enkelspel
| speelster    | aantal titels | in de jaren |
| ------------ | ------------- | ----------- |
| Mayar Sherif | 2             | 2021, 2022  |

## Finales

### Enkelspel
| Datum      | Naam            | Cat.          | ($)           | Ondergrond     | Winnares           | Verliezend finaliste | Uitslag       |               |
| ---------- | --------------- | ------------- | ------------- | -------------- | ------------------ | -------------------- | ------------- | ------------- |
| 2019-07-29 | Liqui Moly Open | Challenger    | 125.000       | gravel, buiten | Patricia Maria Țig | Alison Van Uytvanck  | 3-6, 6-1, 6-2 | details       |
| 2020       | geen toernooi   | geen toernooi | geen toernooi | geen toernooi  | geen toernooi      | geen toernooi        | geen toernooi | geen toernooi |
| 2021-09-07 | Liqui Moly Open | WTA 125       | 115.000       | gravel, buiten | Mayar Sherif       | Martina Trevisan     | 6–3, 6–2      | details       |
| 2022-05-10 | Liqui Moly Open | WTA 125       | 115.000       | gravel, buiten | Mayar Sherif       | Bernarda Pera        | 6-2, 6-4      | details       |

### Dubbelspel
| Datum      | Naam            | Cat.          | ($)           | Ondergrond     | Winnaressen                         | Verliezend finalistes             | Uitslag          |               |
| ---------- | --------------- | ------------- | ------------- | -------------- | ----------------------------------- | --------------------------------- | ---------------- | ------------- |
| 2019-07-29 | Liqui Moly Open | Challenger    | 125.000       | gravel, buiten | Lara Arruabarrena Renata Voráčová   | Han Xinyun Yuan Yue               | 6-7, 6-4, [10-4] | details       |
| 2020       | geen toernooi   | geen toernooi | geen toernooi | geen toernooi  | geen toernooi                       | geen toernooi                     | geen toernooi    | geen toernooi |
| 2021-09-07 | Liqui Moly Open | WTA 125       | 115.000       | gravel, buiten | Irina Maria Bara Ekaterine Gorgodze | Katarzyna Piter Mayar Sherif      | 6–3, 2–6, [10–7] | details       |
| 2022-05-10 | Liqui Moly Open | WTA 125       | 115.000       | gravel, buiten | Mayar Sherif Panna Udvardy          | Jana Sizikova Alison Van Uytvanck | 5-7, 6-4, [10-2] | details       |